# Ordem de Lenin
A Ordem de Lenin (português brasileiro) ou Lenine (português europeu) (em russo: Орден Ленина; romaniz.: Orden Lenina) foi a mais alta condecoração estatal da União Soviética, criada em 6 de abril de 1930 por decisão do Comitê Executivo Central. Nomeada em homenagem a Vladímir Ilitch Lenin, ela simbolizava o maior reconhecimento pelos serviços prestados ao Estado. Era comparável em prestígio ao título de Herói da União Soviética, mas enquanto este era concedido por um feito único e extraordinário, a Ordem de Lenin era entregue após um longo período de méritos, com a expectativa de que tais contribuições continuassem.

## História

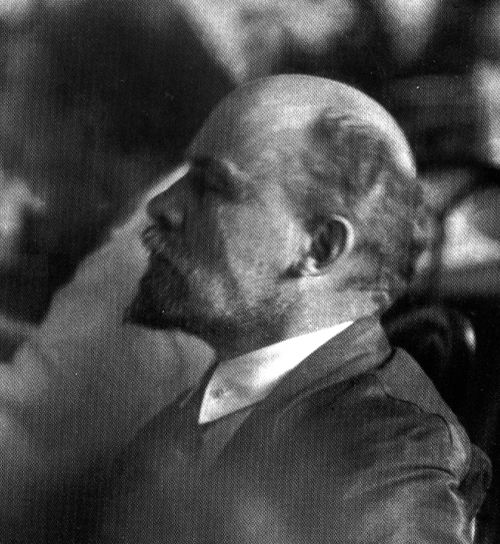
Fragmento de uma fotografia da sessão do II Congresso da Internacional Comuista em Moscou, que serviu de base para o baixo-relevo (foto de Viktor Bulla).

A história da Ordem de Lenin começa em 8 de julho de 1926, quando o chefe da Direção Principal do Exército Vermelho, Vasily Levichev, propôs a criação de uma nova condecoração — a "Ordem de Ilitch" — destinada a pessoas que já possuíam quatro Ordens do Estandarte Vermelho. Essa nova honraria seria o mais alto distintivo militar de mérito. No entanto, como a Guerra Civil Russa já havia terminado, o projeto não foi aprovado. Ainda assim, o Conselho de Comissários do Povo reconhecia a necessidade de uma condecoração suprema da União Soviética, que também fosse concedida por méritos civis.
No início de 1930, os trabalhos foram retomados, agora com o nome "Ordem de Lenin". Os artistas da fábrica Goznak, em Moscou, receberam a tarefa de criar um desenho que tivesse o retrato de Lenin como elemento central. O esboço escolhido foi o do artista Ivan Dubasov, baseado em uma foto tirada por Viktor Bulla durante o II Congresso da Internacional Comunista, em Moscou, em julho ou agosto de 1920, na qual Lenin aparece de perfil voltado para a esquerda.
Na primavera de 1930, o esboço foi encaminhado aos escultores Ivan Shadr e Piotr Tayozhny, que criaram o modelo da medalha. Ainda em 1930, os primeiros exemplares foram produzidos na fábrica Goznak, com o molde de prova gravado por Aleksei Pugachov.
A ordem foi oficialmente instituída por decreto do Comitê Executivo Central da URSS em 6 de abril de 1930, e seu estatuto foi aprovado em 5 de maio do mesmo ano. Em 11 de janeiro de 1932, foi definido o procedimento de indicação, avaliação e entrega das ordens soviéticas. O estatuto e a descrição da medalha foram modificados por resoluções em 27 de setembro de 1934, 19 de junho de 1943 e 16 de dezembro de 1947.
As regras para o uso da medalha, a cor da fita e seu posicionamento na barra de condecorações foram estabelecidas em 19 de junho de 1943. A versão final do estatuto foi aprovada em 28 de março de 1980 por decreto do Presidium do Soviete Supremo da URSS.

## Estatuto
De acordo com o estatuto:
- A Ordem de Lenin era a mais alta condecoração da URSS, concedida por méritos particularmente notáveis no movimento revolucionário, na atividade laboral, na defesa da pátria socialista, no fortalecimento da amizade entre os povos e em outras contribuições extraordinárias ao Estado e à sociedade soviética.
- Podiam recebê-la:
  - cidadãos soviéticos, entidades como empresas, instituições, organizações, unidades militares, navios de guerra, formações militares, repúblicas soviéticas, regiões, províncias, cidades e demais localidades.
- Também era possível a concessão a estrangeiros e instituições ou localidades de outros países.
- A ordem era concedida por:
  - por realizações excepcionais e êxitos no desenvolvimento econômico, científico-técnico e sociocultural da sociedade soviética, aumento da eficiência e qualidade do trabalho, por méritos notáveis no fortalecimento do poder do Estado Soviético e da fraternidade entre os povos da URSS;
  - por méritos importantes na defesa da Pátria socialista e no fortalecimento da capacidade de defesa da União Soviética;
  - por destacada atividade revolucionária, estatal e sociopolítica;
  - por méritos relevantes no desenvolvimento da amizade e cooperação entre os povos da União Soviética e de outros países;
  - por méritos excepcionais no fortalecimento da comunhão socialista, no desenvolvimento do movimento comunista internacional, operário e de libertação nacional, na luta pela paz, democracia e progresso social;por outros méritos excepcionais diante do Estado e da sociedade soviéticos.
- Para condecoração por méritos laborais, geralmente são indicadas pessoas cujo trabalho dedicado já tenha sido reconhecido com outras ordens.
- A Ordem de Lenin é entregue a pessoas agraciadas com os títulos de Herói da União Soviética, Herói do Trabalho Socialista, bem como a cidades e fortalezas que receberam os títulos de “Cidade-Herói” e “Fortaleza-Herói”, respectivamente.
- A Ordem de Lenin deve ser usada no lado esquerdo do peito e, na presença de outras ordens da URSS, fica posicionada à frente delas.

## Descrição
A aparência, dimensões e materiais usados na fabricação da Ordem variaram várias vezes, tanto durante sua criação quanto após sua instituição.
Inicialmente, além da coroa de espigas que cercava o medalhão circular central, a foice e o martelo e as letras “СССР” (URSS; SSSR), havia um triângulo na parte inferior da ordem, simbolizando a união dos trabalhadores, camponeses e intelectuais. Essa versão não foi aprovada.
Também se cogitou, em caso de nova condecoração com a Ordem de Lenin, colocar em um pequeno escudo na parte inferior do anverso o número da premiação, como já feito na Ordem do Estandarte Vermelho. Essa ideia, porém, foi rejeitada.
As versões da Ordem de Lenin entregues podem ser divididas em quatro tipos principais.

### Tipo I

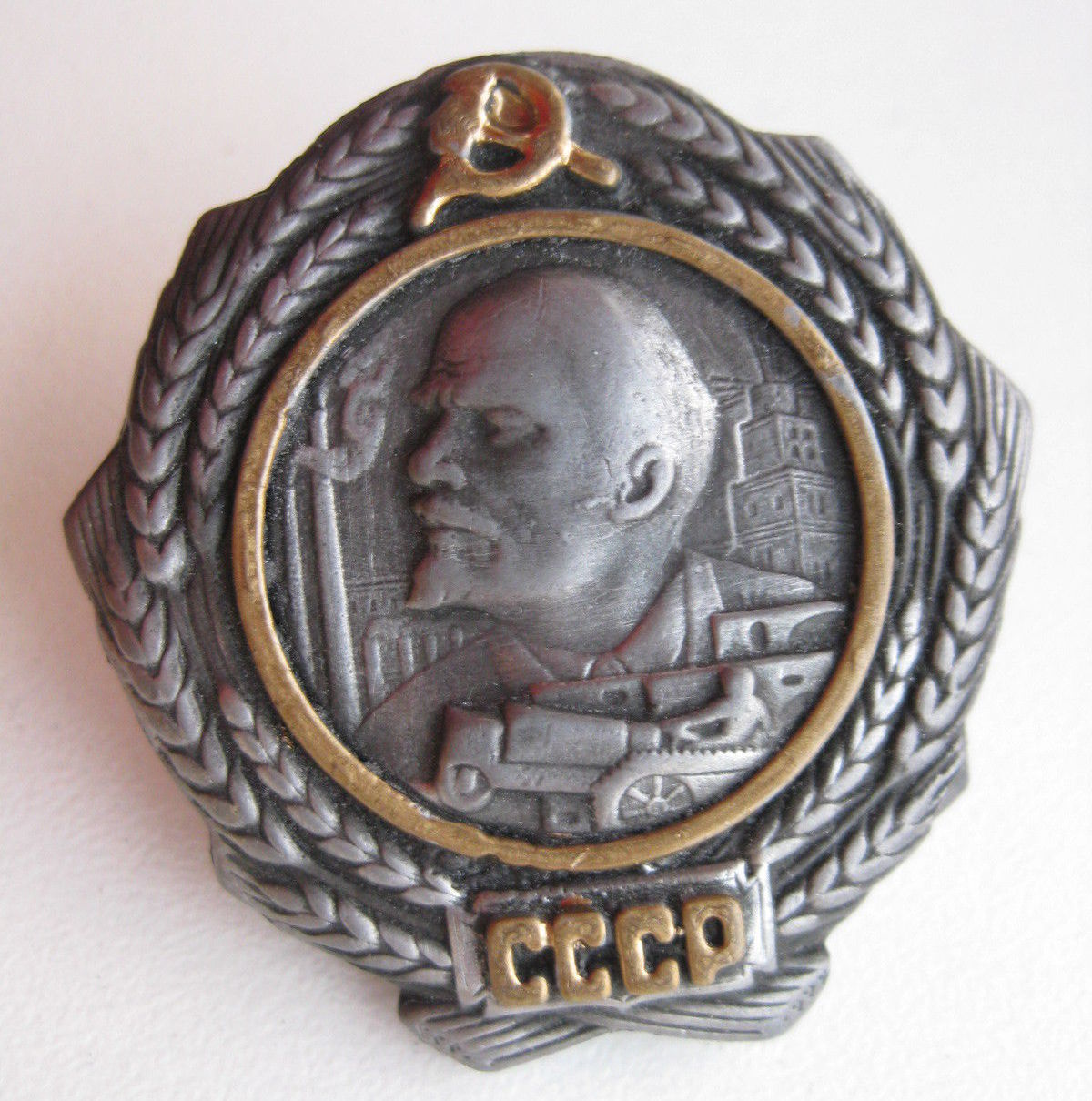
Uma réplica da ordem de tipo I (1930─1932)

O primeiro tipo da Ordem de Lenin foi aprovado em 23 de maio de 1930 e permaneceu em produção até fevereiro de 1932. Uma das razões para a sua descontinuação foi o fato de que outras condecorações soviéticas, e até alguns distintivos, apresentavam esmaltes mais ricos do que a principal ordem do país.
A versão de 1930 apresentava um medalhão redondo com o relevo do retrato de Lenin no centro, tendo ao fundo um cenário industrial. Abaixo do retrato, havia a imagem de um trator. O medalhão era circundado por um aro dourado fixado por soldagem, com um sulco preenchido por esmalte vermelho-rubi na face frontal.
Ao redor do medalhão, fora do aro, havia espigas de trigo. Sobre elas, na parte superior, estavam a foice e o martelo dourados; na parte inferior, a inscrição “СССР” (URSS; SSSR). As letras eram feitas de ouro, cobertas com esmalte vermelho, cada uma sendo uma peça separada e soldada individualmente.
A condecoração era confeccionada em prata 925, com dimensões de 38 mm de altura por 37,5 mm de largura.
Foram produzidas cerca de 700 unidades do tipo I.

### Tipo II

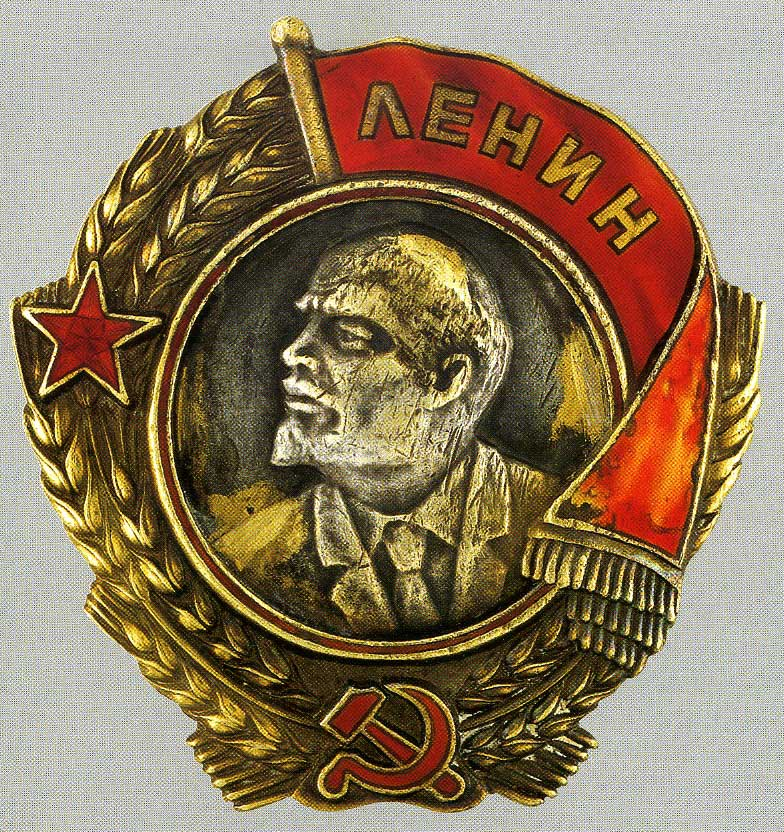
Uma ordem do tipo II (1934-1936)

Como a primeira versão da Ordem de Lenin não trazia símbolos proletários importantes como a estrela vermelha e a bandeira vermelha, decidiu-se modificar seu design. O novo estatuto da condecoração foi aprovado por decreto do Comitê Executivo Central da URSS em 27 de setembro de 1934.
A partir de então, a ordem passou a ser feita em ouro 750, substituindo a prata da versão anterior. Foram retiradas as imagens do trator, do cenário industrial e a inscrição “СССР”. Em seu lugar, surgiram uma bandeira vermelha com a inscrição “ЛЕНИН” (Lenin), uma estrela vermelha e a foice e o martelo, que foram reposicionados para a parte inferior do medalhão. Todos esses elementos passaram a ser cobertos com esmalte vermelho-rubi.
O medalhão central com o retrato de Lenin recebeu acabamento prateado, enquanto as espigas de trigo ao redor mantiveram o brilho natural do ouro. A condecoração passou a ter 38,5 mm de altura e 38 mm de largura.

### Tipo III

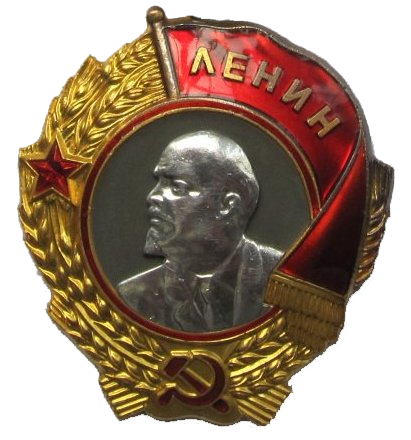
Uma ordem do tipo III (1936-1943)

A terceira versão da Ordem de Lenin foi entregue entre 11 de junho de 1936 e 19 de junho de 1943. Em comparação com o modelo anterior, a principal mudança foi o relevo do retrato de Lenin, que passou a ser uma peça separada feita de platina, com peso variando entre 2,4 e 2,75 gramas. Esse relevo era fixado à base do medalhão por três rebites.
A superfície do medalhão central foi coberta com esmalte cinza-azulado, e a liga de ouro usada na fabricação foi aprimorada: a nova versão era feita em ouro 950.
A condecoração media entre 38 e 39 mm de altura e tinha 38 mm de largura.

### Tipo IV

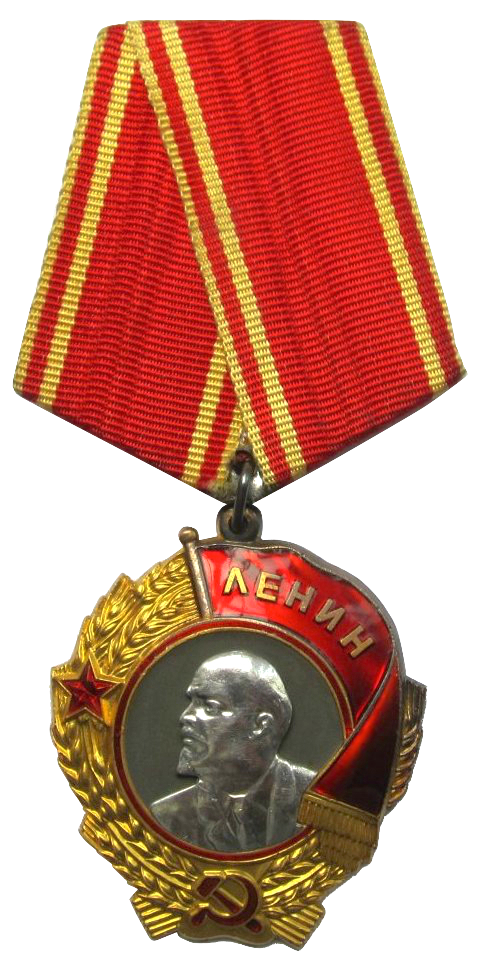
Uma ordem do tipo IV (1943-1991)

O quarto tipo da Ordem de Lenin foi concedido de 19 de junho de 1943 até a dissolução da União Soviética.
Em 19 de junho de 1943, um decreto estabeleceu novas regras para o uso das ordens: aquelas com formato de estrela deveriam ser usadas com alfinete no lado direito do peito, enquanto as de forma oval ou redonda passariam a ser usadas no lado esquerdo, presas a uma base pentagonal revestida com a fita correspondente. Ao mesmo tempo, devido ao aumento significativo na quantidade de ordens e condecorações no país, foi introduzido o uso de fitas de moiré como substituição visual das medalhas em determinadas situações.
Com isso, a Ordem de Lenin passou a ter, em sua parte superior, uma argola onde se prendia um anel conectado à base pentagonal. Essa mudança implicava que todas as ordens concedidas anteriormente deveriam ser substituídas por novas versões compatíveis com o novo sistema de uso, mantendo o número de série original registrado no livreto da condecoração.
A substituição foi priorizada entre os militares de carreira, cujos uniformes e medalhas seguiam regulamentos rígidos. A troca em massa dos modelos anteriores pela nova versão foi realizada principalmente após o fim da Grande Guerra Patriótica.
O estatuto da Ordem de Lenin em sua versão final de 28 de março de 1980 diz que:
| “ | A condecoração apresenta um medalhão com o retrato de V. I. Lenin em platina, inserido em um círculo cercado por uma coroa de espigas de trigo douradas. O fundo do medalhão é esmaltado em tom cinza-escuro, liso, delimitado por dois aros dourados concêntricos, entre os quais há uma faixa de esmalte vermelho-rubi. À esquerda da coroa de espigas está uma estrela de cinco pontas; na parte inferior, a foice e o martelo; e no canto superior direito, uma bandeira vermelha ondulante. Esses elementos, a estrela, a foice e o martelo, e a bandeira são cobertos com esmalte vermelho-rubi e contornados por filetes dourados. A bandeira traz a inscrição “ЛЕНИН” (Lenin) em letras douradas. A ordem é feita em ouro, e o relevo do retrato de Lenin é em platina. O conteúdo de ouro puro é de 28,604 ± 1,1 g, e o de platina, 2,75 g (com base em dados de 18 de setembro de 1975). O peso total da condecoração é de 33,6 ± 1,75 g. Ela é conectada, por meio de uma argola e anel, a uma base pentagonal coberta por fita de seda moiré com 24 mm de largura. No centro da fita há uma faixa vermelha de 16 mm, ladeada por duas faixas douradas de 1,5 mm, seguidas de duas faixas vermelhas de 1,5 mm e, nas bordas, duas faixas douradas de 1 mm. | ” |
|   | |   |

A altura da ordem varia entre 43 e 45 mm (contando com a argola), e sua largura é de 38 mm. O medalhão com o retrato tem 25 mm de diâmetro.

## Condecorados

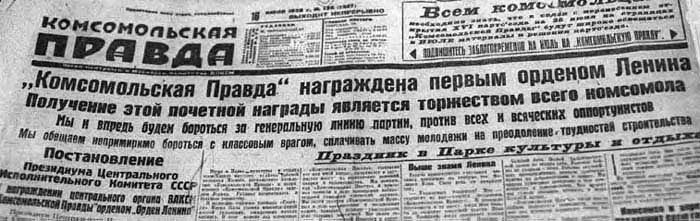
Edição do Pravda de 24 de maio de 1930 noticiando a entrega da ordem ao jornal

### Primeiros prêmios
- A primeira condecoração com a Ordem de Lenin foi feita por decisão do Comitê Executivo Central da URSS em 23 de maio de 1930. Conforme essa resolução, a comenda de número 1 foi concedida ao jornal Komsomolskaya Pravda por sua “colaboração ativa no aumento do ritmo da construção socialista e por ocasião do quinto aniversário de sua fundação”.[4]
- Os primeiros estrangeiros a receberem a ordem foram cinco especialistas que atuavam na indústria e agricultura soviéticas:
  - Johann Georg Liebhard, especialista alemão em mineração de carvão (8 de fevereiro de 1931);
  - George Gofield McDowell, agrônomo norte-americano (7 de julho de 1931);
  - Frank Bruno Honey e Leon Ewnis Swajian, técnicos norte-americanos em tecnologia de tratores (17 de maio de 1932 e 23 de maio de 1931, respectivamente);
  - Mike Traykovich Kadarian, mecânico automotivo dos EUA (27 de março de 1934).[3]
- Em 20 de abril de 1934, os mecânicos de aviação americanos Clyde Armistead e William Lavery foram condecorados com a Ordem de Lenin por sua ajuda no resgate do navio a vapor Chelyuskin.[5]
- A primeira unidade militar soviética a receber a ordem foi a 23.ª Divisão de Fuzileiros Vermelha, premiada em 5 de agosto de 1932 por ocasião de seu décimo aniversário e “pelos exemplos bolcheviques de apoio ativo à construção da Fábrica de Tratores de Kharkov nomeada em homenagem a Sergo Ordzhonikidze”.
- O primeiro a ser condecorado por feitos de combate foi o soldado Roman Panchenko, do 1.º Batalhão do 11.º Regimento de Cavalaria de Khorezm da OGPU, que se destacou em combates contra os basmachis na primavera de 1933. A ordem lhe foi concedida em 29 de outubro daquele ano.
- O primeiro cientista a receber a Ordem de Lenin foi Ivan Vladimirovich Michurin, em junho de 1931;
- O primeiro foi o escritor Maksim Gorki (17 de setembro de 1932), seguido pelo pintor Isaak Brodsky (28 de março de 1934).
- O primeiro compositor agraciado foi Uzeyir Hajibeyov, em 1938.
- A primeira concessão póstuma da Ordem de Lenin foi feita aos membros da tripulação do balão Osoaviakhim-1. Em 30 de janeiro de 1934, o balão atingiu a altitude recorde de 22 mil metros, mas acabou caindo na Mordóvia após congelar sob severas condições meteorológicas. Os três tripulantes, o comandante Pavel Fedosenko, o projetista Andrei Vasenko e o físico Ilya Usyskin morreram no acidente.

- O primeiro a receber duas Ordens de Lenin foi o piloto de testes Valery Chkalov, em 24 de julho de 1936.

- O primeiro a receber três foi o também piloto de testes Vladimir Kokkinaki, em 11 de junho de 1939.
- O primeiro agraciado com seis Ordens de Lenin foi o Marechal da União Soviética Vasily Sokolovsky, em 24 de junho de 1948.
- Vasily Mikhailovich Ryabikov, um dos organizadores da indústria de defesa, foi o primeiro a receber sete, oito e nove Ordens de Lenin — em 16 de janeiro de 1957, 21 de dezembro de 1957 e 17 de junho de 1961, respectivamente.
- O Ministro do Comércio Exterior da URSS, Nikolai Patolichev, foi o primeiro a receber dez e onze Ordens de Lenin — em 22 de setembro de 1978 e 5 de agosto de 1982.
- A mais jovem condecorada com a Ordem de Lenin foi a pioneira tajique e colhedora de algodão Mamlakat Nahangova (nascida em 25 de dezembro de 1935), premiada aos 11 anos.[6]

- O mais idoso foi o compositor polaco-ucraniano Stanislav Lyudkevich, condecorado em 23 de janeiro de 1979, por ocasião de seu centenário, junto com o título de Herói do Trabalho Socialista.

Os primeiros 10 números da Ordem foram atribuídos a:
| № da ordem | Premiado                                                      | Publicação do decreto  | Data da entrega        |
| ---------- | ------------------------------------------------------------- | ---------------------- | ---------------------- |
| 1          | Jornal Komsomolskaya Pravda                                   | 23 de maio de 1930     | 3 de julho de 1931     |
| 2          | Fábrica de Lâmpadas Elétricas de Moscou (MELZ)                | 3 de outubro de 1930   | julho de 1931          |
| 3          | Secretário do Comitê Executivo Central da URSS Avel Yenukidze | 17 de dezembro de 1932 | 17 de dezembro de 1932 |
| 4          | Piloto Vasily Molokov                                         | 20 de abril de 1934    | 23 de junho de 1934    |
| 5          | Mecânico de voo G. V. Gribakin                                | 20 de abril de 1934    | 23 de junho de 1934    |
| 6          | Navegador M. P. Shelyganov                                    | 20 de abril de 1934    | 23 de junho de 1934    |
| 7          | Fábrica Krasnaya Zarya de Leningrado                          | 16 de abril de 1931    | 3 de julho de 1931     |
| 8          | Fábrica Svetlana de Leningrado                                | 16 de abril de 1931    | 3 de julho de 1931     |
| 9          | Fábrica Karl Marx de Leningrado                               | 16 de maio de 1931     | 3 de julho de 1931     |
| 10         | Fábrica Moselektrik de Moscou                                 | 16 de maio de 1931     | 3 de julho de 1931     |

Nadejda Krupskaya foi condecorada com a Ordem de Lenin nº 439 em 1934. Isso resultou na situação em que ela passou a ter uma ordem que levava o nome de seu próprio marido.

### Soviéticos
Algumas das personalidades soviéticas condecoradas foram:
- Iuri Gagarin – cosmonauta, primeiro homem no espaço (Herói da União Soviética);
- Vladmir Ilyushin – Major-general, piloto de testes e filho de Sergey Ilyushin, fundador da fabricante de aviões Ilyushin (Herói da União Soviética);
- Vladimir Komarov – cosmonauta, primeiro soviético a ir ao espaço duas vezes (Herói da União Soviética, postumamente após a missão Soyuz 1);
- Lev Yashin – goleiro da seleção de futebol da URSS por 16 anos;
- Vasily Zaitsev – franco-atirador, herói da Batalha de Stalingrado (Herói da União Soviética);
- Emil Gilels – renomado pianista;
- Yakov Pavlov – sargento, herói da Batalha de Stalingrado (Herói da União Soviética);
- Leonid Brejnev – secretário-geral do Partido Comunista da União Soviética (quatro vezes Herói da União Soviética);
- Balysh Ovezov – presidente da República Socialista Soviética do Turquemenistão.

### Prêmios para figuras internacionais
Por méritos excepcionais, a Ordem de Lenin foi concedido a figuras do movimento operário e comunista internacional, como:
- Georgi Dimitrov (Bulgária), político e secretário-geral da Comintern;
- Gustáv Husák (Tchecoslováquia), presidente e líder do Partido Comunista;
- János Kádár (Hungria), primeiro-ministro e líder do Partido Socialista Operário;
- Dolores Ibárruri (Espanha), dirigente comunista e presidente do Partido Comunista Espanhol;
- Ho Chi Minh (Vietnã), presidente e líder da independência vietnamita;
- Belisario Sánchez Mateos (Espanha), dirigente comunista exilado;
- Fidel Castro (Cuba), presidente e líder da Revolução Cubana;
- Walter Ulbricht (RDA), chefe de Estado e líder do Partido Socialista Unificado;
- Otto Grotewohl (RDA), primeiro-ministro;
- Álvaro Cunhal (Portugal), político, escritor e secretário-geral do Partido Comunista Português;
- Bruno Pontecorvo (Itália, duas vezes), físico nuclear;
- Josip Broz Tito (Iugoslávia), presidente e comandante do movimento partidário.

Entre os homenageados da Mongólia estão: o Marechal Khorloogiin Choibalsan (duas vezes condecorado), o Marechal Yumjaagiin Tsedenbal (três vezes), além de importantes líderes civis e militares como Gonchigiin Bumtsend (Presidente do Presidium do Pequeno Khural), Jamsrangiin Sambuu (Presidente do Presidium do Grande Khural), o General do Exército Batyn Dorj, os Coronéis-generais Sandiviin Ravdan e Butochiin Tsog, o Herói da República Popular da Mongólia e coronel Lodongiin Dandar, o veterano da Revolução Popular de 1921 Puntsagiin Togtokh, o secretário-geral do Comitê Central do Partido Revolucionário do Povo da Mongólia Jambyn Batmönkh, e o Herói da República Popular da Mongólia, Herói da União Soviética e cosmonauta Jugderdemidiin Gurragcha. Kim Il-sung, fundador e líder da RPDC, foi condecorado duas vezes.

### Outros premiados
A mais alta distinção da URSS, o título de Herói da União Soviética, foi instituída em 16 de abril de 1934. Inicialmente, esse título não vinha acompanhado de uma insígnia específica, então todos os agraciados passaram a receber o Ordem de Lenin. Após a criação da medalha Estrela de Ouro em 1939, decidiu-se manter a tradição, e o Ordem de Lenin continuou a ser entregue automaticamente a todos os que recebiam o título de Herói da União Soviética.
Além disso, o Ordem de Lenin também era concedido aos Heróis do Trabalho Socialista, bem como a cidades e fortalezas condecoradas com os títulos de Cidade-Herói ou Fortaleza-Herói.
Em 1 de novembro de 1946, haviam sido realizadas 63.612 concessões do Ordem de Lenin, das quais 12.208 a Heróis da União Soviética, 216 a Heróis do Trabalho Socialista e 423 a unidades militares, instituições e coletivos.
O último agraciado com o Ordem de Lenin na história da URSS foi o mergulhador e capitão de 3ª classe Leonid Mikhailovich Solodkov (ordem nº 460776), “por cumprir com êxito uma missão especial do comando e demonstrar coragem e heroísmo”, conforme decreto presidencial nº UP-3158 de 24 de dezembro de 1991.
Após o colapso da União Soviética, não houve novas concessões. No entanto, dois casos de entregas póstumas de condecorações atribuídas antes de 1991 ocorreram em 1994 e 1996. Com isso, o total de condecorações do Ordem de Lenin desde sua criação foi de 431.418.

### Prêmios por Longo Serviço (1944-1958)
Por decreto do Presidium do Soviete Supremo da URSS, em 4 de junho de 1944, a Ordem de Lenin passou a ser concedida a militares do Exército Vermelho por tempo de serviço, especificamente, por 25 anos de serviço irrepreensível. Em seguida, essa prática foi estendida:
- à Marinha Soviética (Decreto de 25 de setembro de 1944);
- ao pessoal do NKVD e do NKGB da URSS (Decreto de 2 de outubro de 1944);
- às tropas e órgãos especiais do NKVD, do NKGB e da milícia (Decreto de 12 de outubro de 1944).[12]

Essa forma de premiação foi revogada pelos decretos de 14 de setembro e 25 de dezembro de 1957:
| “ | A prática de conceder condecorações em massa a militares apenas pelo tempo de serviço nas Forças Armadas e na Marinha, sem considerar a natureza de suas funções ou méritos específicos, levou à desvalorização das honrarias. As ordens e medalhas da URSS deixaram de ser um instrumento significativo de reconhecimento pelo desempenho destacado na preparação combativa e política, no fortalecimento da disciplina militar e no aumento da prontidão das tropas. | ” |

A partir de 1948, conforme decretos do Presidium do Soviete Supremo da URSS entre 1948 e 1954, a Ordem de Lenin passou a ser concedida também a civis pelo “trabalho prolongado e produtivo”, especialmente a trabalhadores de diversos setores da economia, em geral por 30 anos de serviço (e às vezes por 20 anos). Entre os decretos estão:
- 14 de outubro de 1947 – condecoração de trabalhadores de perfuração, mineração, mestres e técnicos do Ministério da Geologia;
- 10 de dezembro de 1947 – para profissionais, mestres, dirigentes e engenheiros da metalurgia ferrosa;
- 12 de fevereiro de 1948 – para professores;
- 20 de março de 1948 – para profissionais, mestres, dirigentes e engenheiros da metalurgia não-ferrosa;
- 8 de novembro de 1948 – para profissionais, mestres, dirigentes e engenheiros da indústria química;
- 20 de abril de 1949 – para especialistas e diretores na pecuária;
- 10 de junho de 1949 – para trabalhadores e técnicos do principal departamento de geodesia e cartografia;
- 24 de junho de 1949 – para diretores, profissionais e especialistas dos ministérios de abastecimento, de carnes e laticínios e do Centro-Soyuz;
- 13 de julho de 1949 – para trabalhadores, mestres, diretores, pessoal naval e técnicos da pesca;
- 28 de julho de 1949 – para profissionais, superiores e médios da ferrovia;
- 22 de setembro de 1949 – para profissionais, mestres, diretores e técnicos da Goznak (Ministério da Fazenda);
- 10 de outubro de 1949 – para médicos e pessoal médico;
- 20 de outubro de 1949 – para indústria naval;
- 17 de novembro de 1949 – para trabalhadores científicos;
- 11 de janeiro de 1950 – para profissionais, mestres, diretores e técnicos da indústria do petróleo;
- 24 de maio de 1950 – para profissionais, mestres, diretores e técnicos da indústria do amianto e da construção;
- 18 de novembro de 1950 – para tripulação e diretores do transporte marítimo por tempo de serviço;
- 17 de fevereiro de 1951 – para profissionais e diretores da ferrovia do Sul dos Urais (Oblast de Chelyabinsk);
- 7 de março de 1951 – para funcionários do Controle Estatal e ministérios homólogos das repúblicas-unidas;
- 28 de março de 1951 – para profissionais, mestres, diretores e técnicos da indústria madeireira;
- 18 de julho de 1951 – para trabalhadores do sistema financeiro e creditício;
- 14 de agosto de 1951 – para funcionários aduaneiros;
- 4 de outubro de 1951 – para diretores e técnicos de estações agrícolas, usinas de reparo, oficinas inter-regionais e escolas de mecanização agrícola;
- 5 de novembro de 1951 – para profissionais, mestres, diretores e técnicos nas empresas do Ministério de Construção da Indústria Pesada e da Metalurgia Ferrosa, envolvidas na construção e projeto de usinas, fábricas e instalações industriais de base pesada;
- 3 de janeiro de 1952 – para profissionais, mestres, diretores e técnicos do Ministério da Construção de Máquinas e da Metalurgia Não-ferrosa, envolvidos no projeto e construção de usinas de cobre e outras ligas;
- 18 de abril de 1952 – para diretores, responsáveis e especialistas do sistema de coleta e processamento de algodão;
- 15 de novembro de 1952 – para profissionais, mestres, diretores e técnicos da indústria de filmes, fotopapel e cinematografia;
- 22 de maio de 1953 – para profissionais do Ministério das Comunicações;
- 25 de dezembro de 1953 – para diplomatas agraciados com ordens e medalhas;
- 16 de março de 1954 – para especialistas e diretores do sistema de fazendas estatais (sovkhoz).

Pelo Decreto de 11 de fevereiro de 1958, o Presidium do Soviete Supremo da URSS aboliu a prática de concessão de ordens e medalhas soviéticas (incluindo a Ordem de Lenin) por tempo de serviço:
| “ | Com o objetivo de estimular ainda mais a atividade criativa e a iniciativa dos trabalhadores na resolução das tarefas de desenvolvimento econômico e cultural, e de alterar a prática estabelecida no pós-guerra, em que as condecorações aos cidadãos da URSS eram concedidas principalmente por tempo de serviço. | ” |

## Nafilatelia

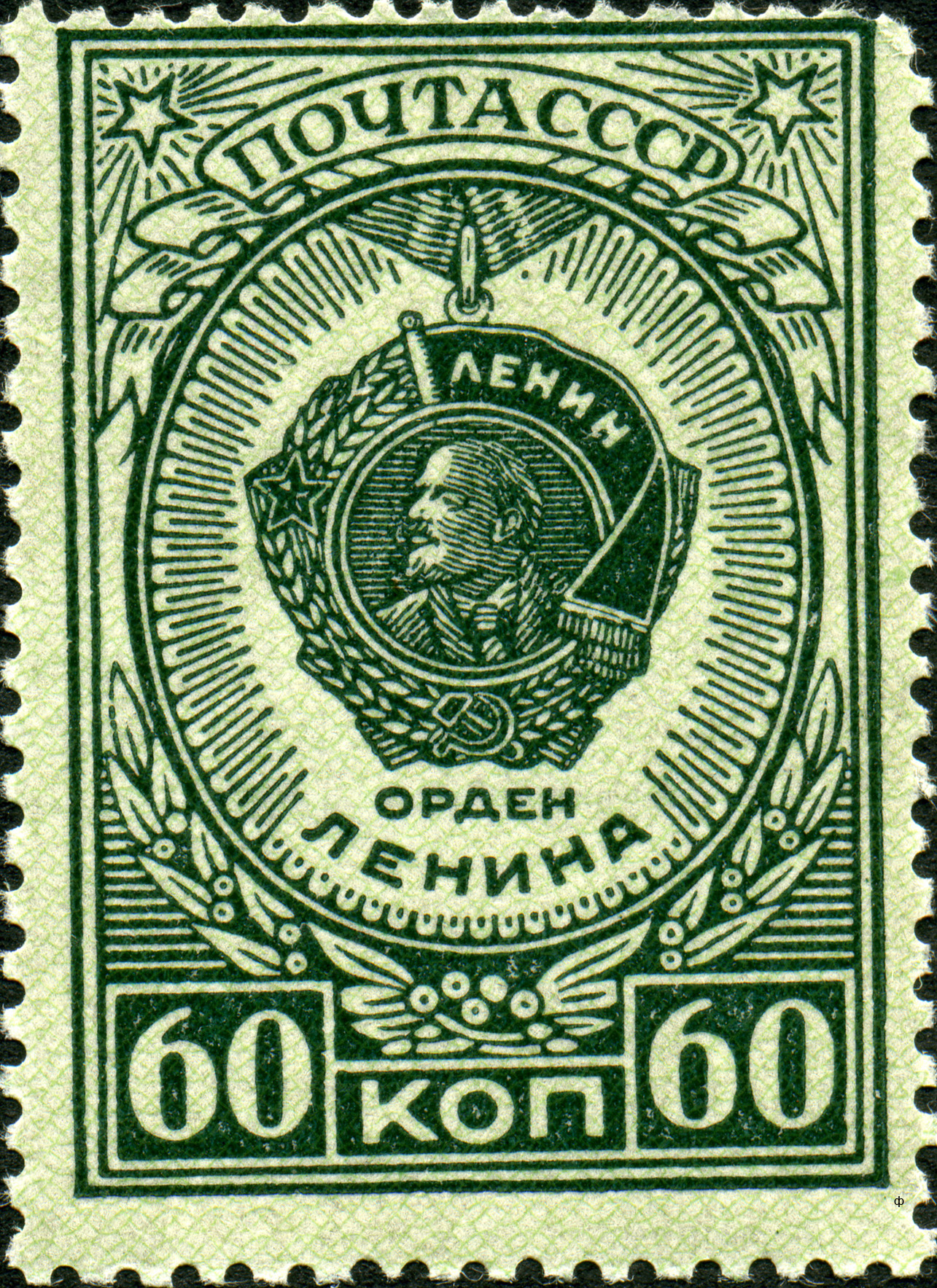
Selo da URSS de 1946
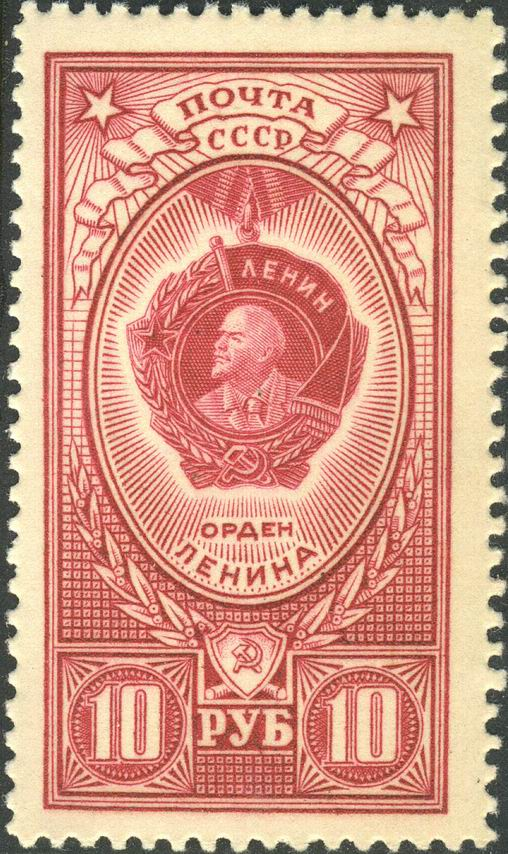
Selo da URSS de 1953
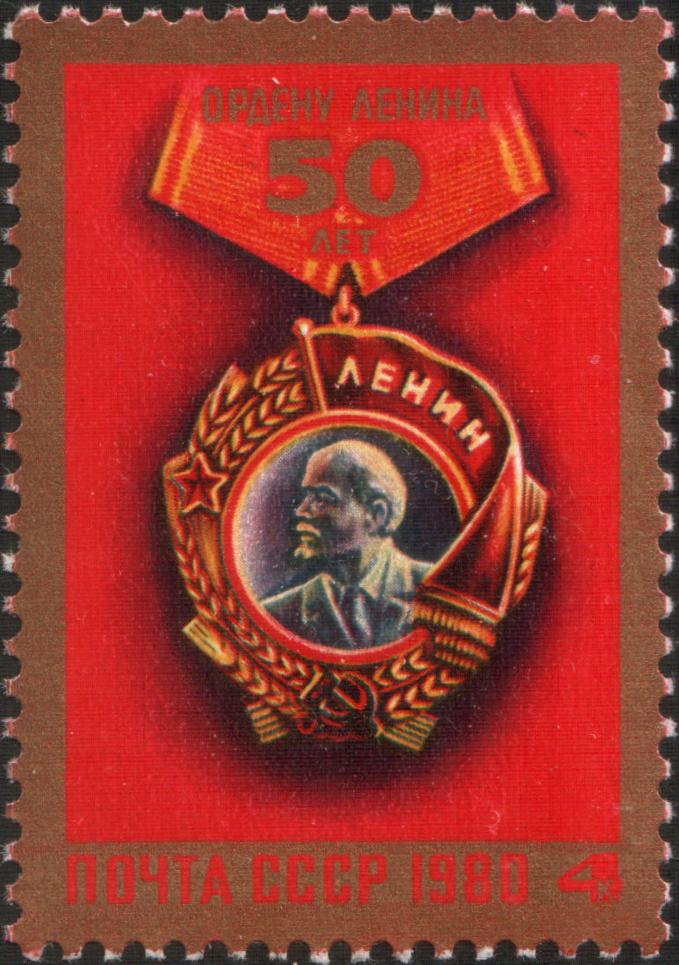
Selo da URSS de 1980